# Xavier Mabille

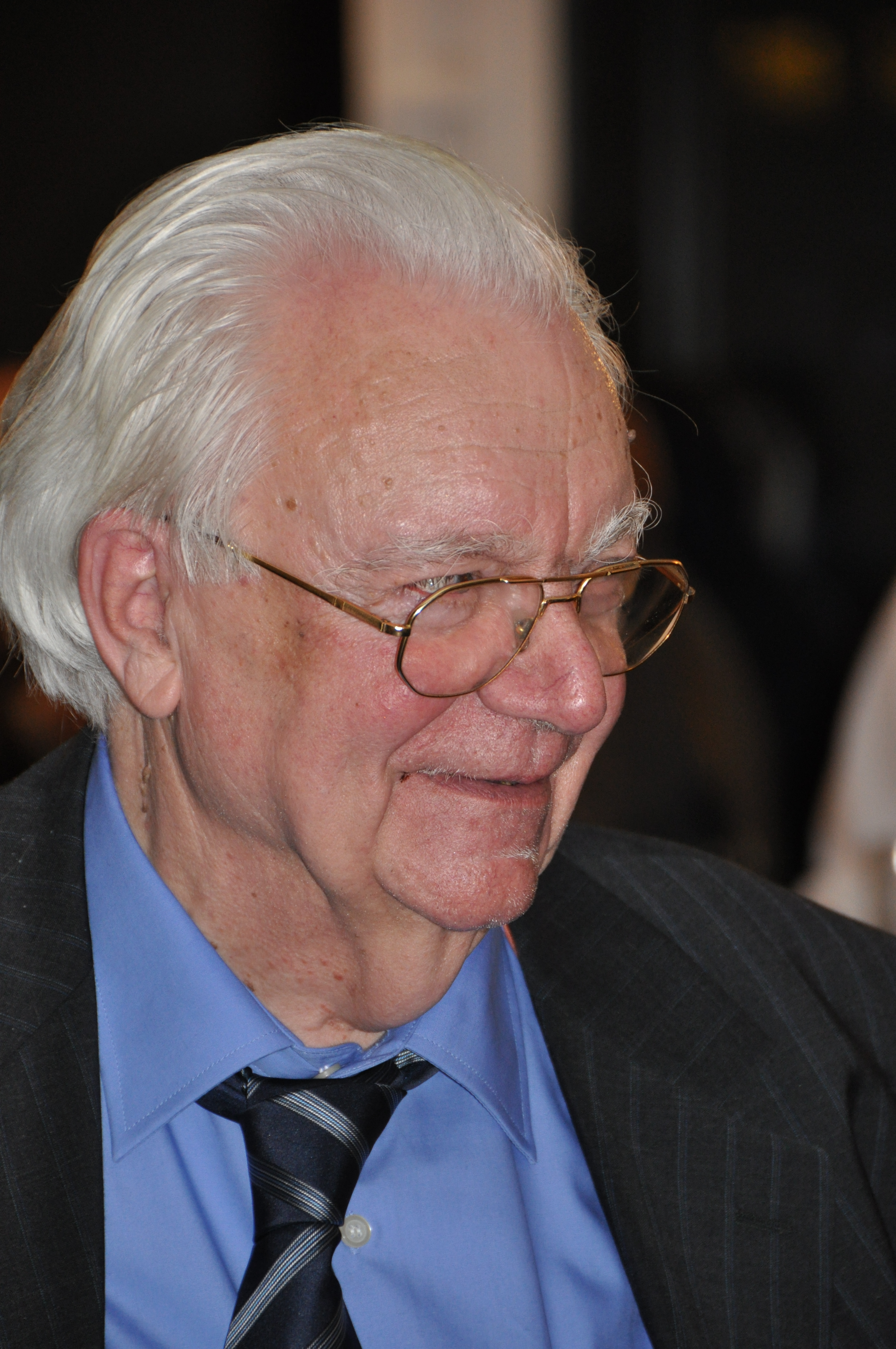
Xavier Mabille ai 50 anni del CRISP

Xavier Mabille (Anderlecht, 3 luglio 1933 – 24 dicembre 2012) è stato un politologo e storico belga, in particolare, è stato il successore di Jules Gérard-Libois come direttore generale del Centro per la ricerca e l'informazione sociopolitica (CRISP), a Bruxelles, prima di diventare presidente e poi presidente onorario. Dal 1975 al 2000 è considerato uno dei principali commentatori della vita politica belga.

## Biografia
Xavier Mabille inizia la sua vita professionale come semplice impiegato in un'agenzia bancaria.
Dalle umili origini, da autodidatta (ha dovuto lasciare la scuola superiore e non si è mai affatto laureato), si è unito al CRISP nel luglio 1960, poco più di un anno dalla fondazione di Jules Gérard-Libois. Dopo essere stato direttore capo di Courrier hebdomadaire, Xavier Mabille è diventato direttore editoriale e direttore generale, amministratore delegato e poi presidente (dal suo ritiro ufficiale nel 1999 fino a maggio 2012).
Entra all'università per la prima volta per dare corsi: prima all'UCL, poi alle Facoltà universitarie Saint-Louis e all'ULB.
Per molti anni parteciperà alle serate elettorali della RTBF. Egli mostra un ricordo fenomenale dei risultati elettorali belgi, che talvolta lo porta a sfidare in diretta i punteggi che alcuni tenori della politica belga attribuiscono a se stessi.

## Realizzazioni
Oltre ai molti Courriers hebdomadaires del CRISP, è autore di tre libri sulla storia del Belgio pubblicati al CRISP: Histoire politique de la Belgique (quattro edizioni dal 1986 al 2000), La Belgique depuis la Seconde guerre mondiale (2003) e Nouvelle histoire politique de la Belgique (2011). Ha anche pubblicato Le CRISP - 50 ans d'histoire nel 2009.
Parallelamente ai suoi scritti politici, ha tenuto una cronaca di poesia, la sua altra grande passione, nel Journal des Procès.
È morto il 24 dicembre 2012, dopo aver rifiutato qualsiasi irrequietezza terapeutica, a seguito di un cancro che lo ha portato ad abbandonare la sua ultima funzione al CRISP.

## Tributi e distinzioni
Dal 2015 l'Associazione belga francofona di scienze politiche assegna ogni due anni il Prix Xavier Mabille de la meilleure thèse in scienze politiche in un'università francofona belga.